# Certificat de arian

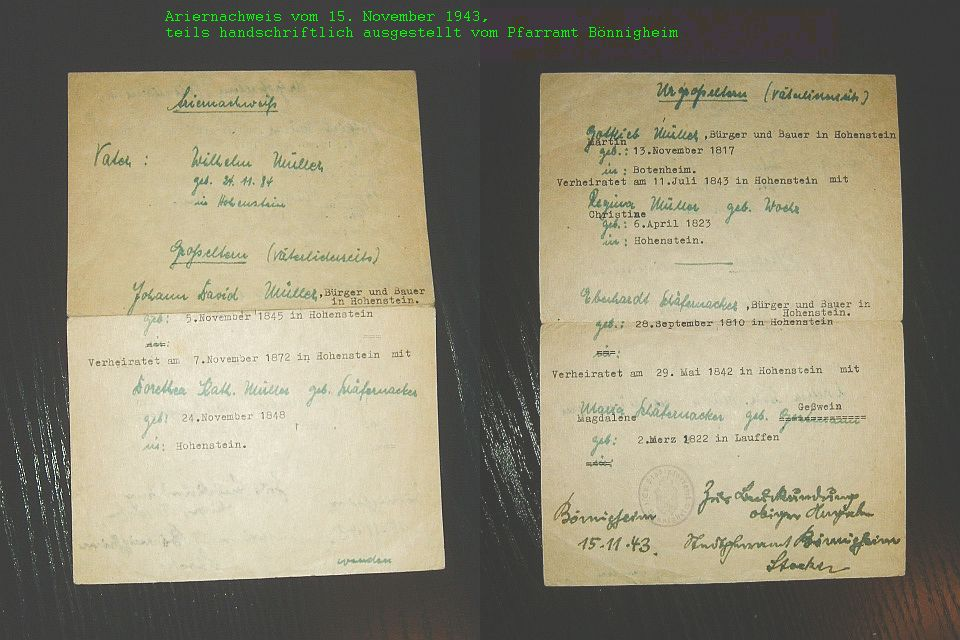
Certificat de origine ariană 1943

Certificatul de origine ariană (în germană: Ariernachweis) în perioada nazismului a fost un act care documenta "apartenența la rasa ariană" a unui individ.
Acest document a fost cerut de instituțiile de stat ale celui de-al Treilea Reich din aprilie 1933 de la cei angajați în instituțiile de stat, inclusiv de la oamenii de știință ai universităților germane. Acest certificat a dus la încălcarea drepturilor "non-arienilor", în special ale evreilor și rromilor, de la privarea drepturilor civile în 1935 până la expulzarea și exterminarea holocaustului (1941-1945).
Certificatele relevante au fost solicitate de asociații profesionale, multe întreprinderi și unele biserici pentru ocuparea forței de muncă.
Temeiul juridic al certificatului a fost punctul 3 (așa-numitul alineat arian) din "Legea privind restaurarea funcției publice profesionale" (Gesetz zur Wiederherstellung des Berufsbeamtentums) din 7 aprilie 1933. Prima instrucțiune privind executarea legii din 11 aprilie 1933 a dat o definiție vagă.

(1) O persoană descendentă din una non-ariană, în special părinții sau bunici evrei, este considerată a fi non-ariană. Este suficient dacă un părinte sau un bunic nu este arian. Acest lucru trebuie presupus în special dacă un părinte sau un bunic a aparținut religiei evreiești.
(2) Dacă un funcționar nu a fost deja funcționar public la 1 august 1914, el trebuie să dovedească faptul că este de origine ariană sau un luptător din prima linie, fiul sau tatăl unui om ucis în Războiul Mondial. Dovada trebuie să fie furnizată prin prezentarea documentelor (certificatul de naștere și certificatul de căsătorie al părinților, documentele militare).
(3) În cazul în care descendența ariană este îndoielnică, trebuie obținută o expertiză de la expertul pentru cercetare rasială numit de Ministerul de Interne al Reich-ului.

Au existat două tipuri principale de astfel de certificate:
- Kleiner Ariernachweis (certificat arian mic) a fost unul dintre cele:
  - Șapte certificate de naștere sau de botez (sau o combinație a ambelor) (persoana, părinții și bunicii acesteia) și trei certificate de căsătorie (părinți și bunici) sau dovezi certificate ale acestora:
    - Ahnenpaß (literal pașaportul strămoșului)
    - Ahnentafel, un tabel de genealogie certificat
- Großer Ariernachweis (certificatul arian mare) a fost necesar pentru respectarea cerințelor Reichserbhofgesetz (legea patrimoniului funciar) și calitatea de membru al partidului nazist. Acest certificat trebuia să urmărească pedigree-ul familiei până la 1800 (până la 1750 pentru ofițerii SS). Conform reglementării deosebit de stricte a acestei legi, care includea scopul „Păstrării purității sângelui german”,[3] singurii eligibili erau cei care puteau dovedi (începând cu 1 ianuarie 1800) că „niciunul dintre cei strămoșii lor paterni sau materni nu aveau sânge evreu sau colorat”.[4]